# Kuta (Lombok)
Pour les articles homonymes, voir Kuta.

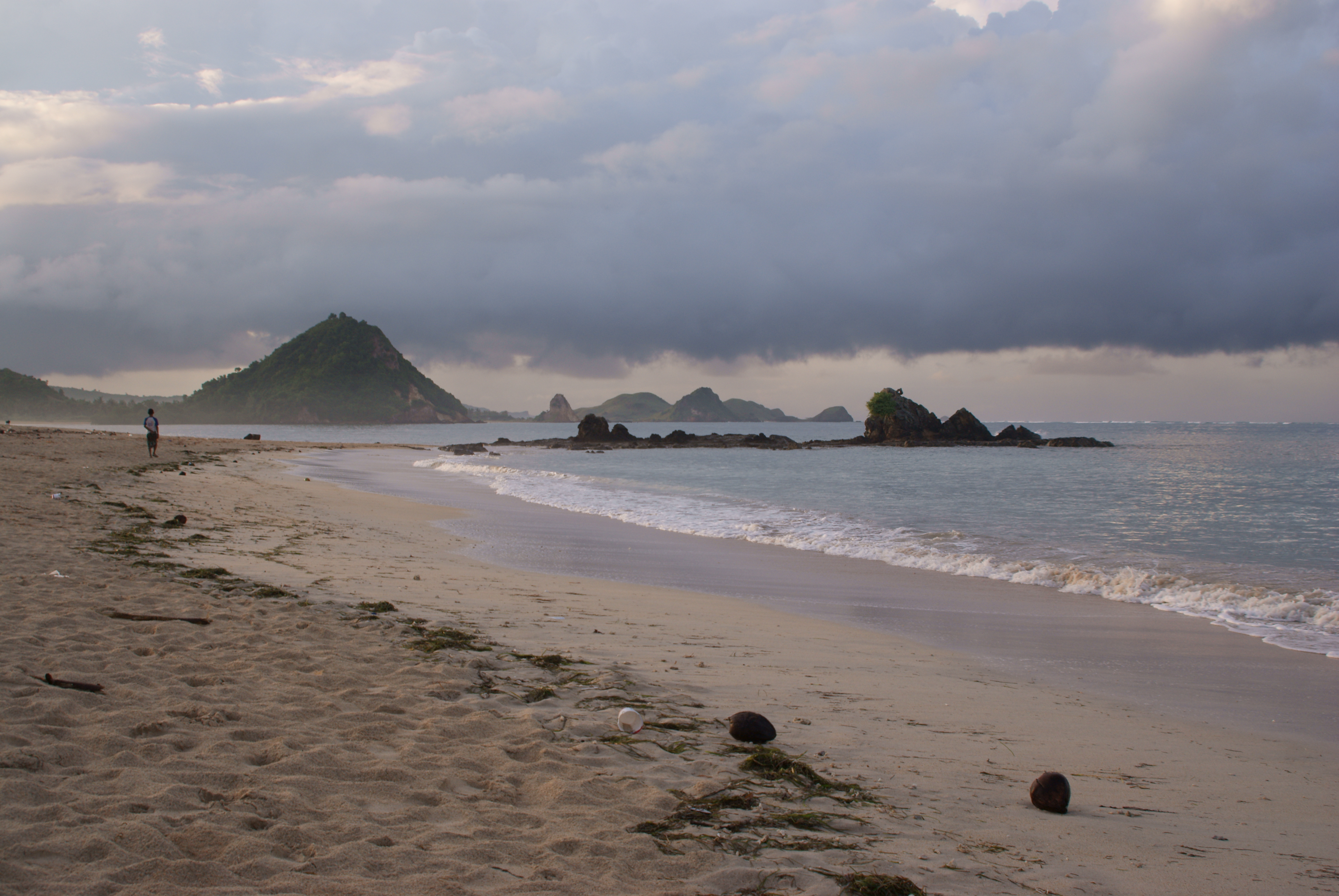
La plage de Kuta à Lombok

Kuta (qu'il ne faut pas confondre avec son homonyme balinais) est un village de la côte sud de l'île de Lombok en Indonésie, situé dans une baie bordée par une plage de sable blanc.